# سامي قمصان

سامي قمصان (مواليد 6 مارس 1976) هو لاعب كرة قدم مصري معتزل كان يلعب في مركز خط الوسط والمدرب المؤقت الحالي للنادي الأهلي.

## مشواره كلاعب
بدأ مشواره مع النادي الأهلي في موسم 1995-96 وخاض مع الفريق 22 مباراة. حصل مع النادي الأهلى على 5 بطولات (بطولة دوري، بطولة أفريقية، 2 كأس مصر والسوبر المحلي) ثم رحل من النادي الأهلي في عام 2001 وتنقل بين عدة أندية حيث لعب في صفوف غزل المحلة، الإسماعيلي، إنبي وأسمنت السويس.

## مشواره التدريبي
شهر سبتمبر موسم ٢٠٢١ استقر النادي الأهلي على تعيين سامي قمصان مدرب الفريق في منصب المدرب العام خلفًا لكيفين جونسون المدرب العام السابق الذي سافر إلى بلاده تم الاكتفاء بسامي قمصان في منصب المدرب العام دون الحاجة لتعيين مدرب مساعد وفقا لرغبة بيتسو موسيماني المدير الفني للفريق وقتها.
وبعد رحيل موسيماني تولى سامي قمصان مساعده القيادة الفنية للأهلي بشكل مؤقت وقاد الفريق الأحمر في أكثر من مباراة قبل أن يعود لمنصبه كمدرب عام.
ثم تم تعيين ريكارد سواريش مديرا فنيا وظل سامي قمصان في منصب المدرب العام للفريق.
اكمل سواريس حتي نهاية الموسم بنتائج هزيله و تمت اقالتله و تعيين السويسري مارسيل كولر مديرا فنيا و ظل سامي قمصان في منصب المدرب العام للفريق و استمر مع كولر حتي إقالته بعد الخروج من دوري ابطال افريقيا في اسوأ موسم لمارسيل كولر يوم ٢٦/٤/٢٠٢٥.
وفي يوم ٢٧/٤/٢٠٢٥ قام المدرب العام سامي قمصان برفع الحرج عن إدارة الأهلي وقام باستقالته من منصب المدرب العام عقب توجيه الشكر من إدارة النادي الاهلي لمارسيل كولر ليقوم النادي بتعيين عماد النحاس مدرب عام و قائم بأعمال المدير الفني ليقود النادي في المباريات المتبقية من بطولة الدوري المصري لحين التعاقد مع مدير فني اجنبي يقود النادي في بطولة كأس العالم للاندية بدلاً من سامي قمصان.